# Мелеруд
Мелеруд (на шведски: Mellerud) е град в югозападната част на Швеция, лен Вестра Йоталанд. Главен административен център на едноименната община Мелеруд. Разположен е на около 2 km от брега на езерото Венерн. Намира се на около 330 km на югозапад от столицата Стокхолм и на около 120 km на североизток от центъра на лена Гьотеборг. Получава статут на търговски град (на шведски шьопинг) през 1908 г. ЖП възел. Населението на града е 3750 жители според данни от преброяването през 2010 г.